# Militær femkamp
Militær femkamp er en sport, der omfatter disciplinerne skydning, forhindringsbane, forhindringssvømning, granatkast og terrænløb.
Sporten blev udtænkt efter Anden Verdenskrig som et alternativ til førkrigssporten moderne femkamp.